# جون كيني
جون كيني (7 أكتوبر 1883 في نيوزيلندا - 15 أبريل 1937) (بالإنجليزية: John Kenny)‏ هو لاعب كريكت نيوزلندي.

## وصلات خارجية
- جون كيني على موقع إي آس بي آن كريك إنفو (الإنجليزية)